# Lakonikos
Lakonikos (altgriechisch Λακωνικός Lakōnikós) war der letzte König von Sparta im Jahr 192 v. Chr.
Lakonikos war von königlicher Abstammung. Welcher Königsfamilie (Agiaden oder Eurypontiden) er angehörte, ist unbekannt. Da er laut der einzigen Quelle, Titus Livius, von Nabis erzogen wurde, könnte er ein Enkel von ihm gewesen sein. 
Lakonikos war noch ein Kind, als er nach der Ermordung des Nabis und der Eroberung Spartas durch die Ätoler im Jahr 192 v. Chr. vom Volk zum König ausgerufen wurde. Sie setzen Lakonikos auf ein Pferd und töteten viele Ätolier. Philopoimen, Stratege des Achäischen Bundes, intervenierte sofort, auch ohne die Unterstützung der Römer, eroberte und plünderte Sparta. Das weitere Schicksal des Lakonikos ist unbekannt.